# Łukasz Przybylski
Łukasz Przybylski (ur. 1814 lub 1817 na ziemi dobrzyńskiej, zm. 21 lutego 1922 w Lipnie) – polski powstaniec, żołnierz i stulatek. Uczestnik dwóch powstań narodowych: listopadowego, styczniowego. Pułkownik Wojska Polskiego.

## Życiorys
Pochodził z ziemi dobrzyńskiej, z okolic Lipna. Wychowanek warszawskiej szkoły podchorążych – jako szesnastoletni żołnierz – walczył w oddziałach powstańczych. Dostał się do niewoli i został wcielony do armii carskiej oraz zesłany na 25 lat na Syberię.
Następnie powrócił z zesłania i wziął udział – jako dowódca jednego z oddziałów – w powstaniu styczniowym. Ponownie trafił do rosyjskiej niewoli. Został zesłany na dożywotnie osiedlenie na Syberii, wcześniej skazany na trzyletnią pracę w jednej z syberyjskich kopalń. Zamieszkał w guberni irkuckiej. Ze względu na wiek kilka razy prosił o łaskę, jednak uznano, że nadal jest „wywrotowym i niebezpiecznym elementem”. Wyzwoliły go dopiero dwie rewolucje – lutowa i październikowa. Z Syberii dotarł do Bobrujska, gdzie stacjonował I Korpus Polski gen. Dowbora-Muśnickiego. Po podpisaniu traktatu brzeskiego i rozwiązaniu polskich korpusów w Rosji, Przybylski dotarł latem 1918 roku wraz z żołnierzami I Korpusu do Warszawy. Tam prawdopodobnie zamieszkał w Domu Opieki.
Błędnie uważa się, iż w czasie powstania wielkopolskiego wstąpił do korpusu gen. Dowbora-Muśnickiego oraz że na skutek rany odniesionej w jego trakcie został awansowany przez gen. Dowbora-Muśnickiego do stopnia pułkownika. W rzeczywistości Przybylski nie brał udziału w powstaniu wielkopolskim, gdyż w tym czasie znajdował się w Warszawie i uczestniczył w obchodach rocznicy powstania styczniowego.
Awans do stopnia pułkownika otrzymał prawdopodobnie dopiero 2 sierpnia 1919 roku (lub później) kiedy weszła w życie ustawa o przyznaniu stopni i praw oficerskich weteranom z roku 1831, 1848 i 1863. Powodem tego błędu jest zapewne tekst Artura Górskiego, który w magazynie „Weteran” z sierpnia 1930 roku na 4 stronie opublikował artykuł „O Symbolu Żołnierstwa Polskiego: Łukaszu Przybylskim Słów Kilkoro”, a w którym autor omyłkowo przesunął awans z sierpnia na styczeń, a ranę z 1831 roku na 1919, prawdopodobnie, dlatego że pisząc swój tekst bazował na wywiadzie jakiego Przybylski udzielił Kurierowi Poznańskiemu w lipcu 1919 r. i informacje podane w wywiadzie zlały mu się w jedno. Przybylski zaznaczył również w owym wywiadzie, iż to jego pierwsza wizyta w Wielkopolsce, o czym zresztą donosiły relacje prasowe między innymi w Kurierze Poznańskim, kiedy Przybylski przybył do Poznania, aby 16 lipca 1919 roku wziąć udział w obchodach rocznicy bitwy pod Grunwaldem.
Został pochowany na cmentarzu parafialnym w Lipnie (sektor 13; rząd 0; grób 3481).